# Episodi de Il commissario Lanz (sesta stagione)
La sesta stagione della serie televisiva Il commissario Lanz è stata trasmessa in prima visione in Svizzera su SRF 1 dal 12 aprile al 31 maggio 2016 e in Germania su ZDF. 
In Italia, la serie è stata trasmessa su Rai 2 dal 4 settembre 2016 al 9 settembre 2018.
| n° | Titolo originale   | Titolo italiano      | Prima TV Svizzera | Prima TV Italia  |
| -- | ------------------ | -------------------- | ----------------- | ---------------- |
| 1  | Albtraum           | Incubo               | 12 aprile 2016    | 4 settembre 2016 |
| 2  | Zeugenschutz       | Sotto protezione     | 19 aprile 2016    | 15 luglio 2018   |
| 3  | Mädchenträume      | Angeli dell'asfalto  | 26 aprile 2016    | 22 luglio 2018   |
| 4  | Geiselnahme        | Ostaggio             | 3 maggio 2016     | 29 luglio 2018   |
| 5  | Familienlöscher    | Indesiderato         | 10 maggio 2016    | 19 agosto 2018   |
| 6  | Licht und Schatten | Luci e ombre         | 17 maggio 2016    | 26 agosto 2018   |
| 7  | Oktoberfest        | La ragazza del parco | 24 maggio 2016    | 9 settembre 2018 |
| 8  | Familie            | La famiglia          | 31 maggio 2016    | 9 settembre 2018 |